# Курасівка (Бєлгородська область)
Курасівка (рос. Курасовка) — село в Івнянському районі Бєлгородської області Російської Федерації.
Населення становить 1456  осіб. Входить до складу муніципального утворення Курасовське сільське поселення.

## Історія
Населений пункт розташований у східній частині української суцільної етнічної території — східній Слобожанщині.
Згідно із законом від 20 грудня 2004 року № 159 від 20 грудня 2004 року органом місцевого самоврядування було Курасовське сільське поселення.

## Населення
| 2002 | 2010  |
| ---- | ----- |
| 1574 | ↘1456 |